# Ventajas de viajar en tren
Ventajas de viajar en tren es una película española de comedia negra estrenada en 2019. Es la ópera prima del director Aritz Moreno y se trata de la adaptación de la novela homónima de Antonio Orejudo. Está protagonizada por Luis Tosar, Ernesto Alterio, Pilar Castro y Belén Cuesta.
La película fue nominada a 4 premios Goya incluida la categoría de Mejor director novel y ganó el premio Feroz a Mejor Comedia.

## Argumento
Helga Pato (Pilar Castro), una editora que acaba de dejar a su novio Emilio (Quim Gutiérrez) en un hospital psiquiátrico conoce en el tren de vuelta a casa, a Ángel Sanagustín (Ernesto Alterio), un psiquiatra de ese mismo centro. Durante el viaje, Sanagustín le relatará a Helga la historia de varios de sus pacientes, entre las que destaca la historia del exmilitar Martín Urales (Luis Tosar) obsesionado con la basura. Además, durante el trayecto Helga recordará su propia historia con su novio Emilio, quien padece de esquizofrenia lo que les lleva a mantener una relación abusiva en la que era humillada y degradada. A lo largo de la película varias historias y vidas se irán mezclando dando lugar a giros y revelaciones sorprendentes.

## Reparto
- Luis Tosar como Martín Urales de Úbeda.
- Pilar Castro como Helga Pato.
- Ernesto Alterio como Ángel Sanagustín.
- Quim Gutiérrez como Emilio.
- Belén Cuesta como Amelia Urales de Úbeda.
- Javier Botet como Gárate.
- Macarena García como Rosa.
- Diego París como basurero.
- Javier Godino como Cristóbal de la Hoz.[4]

## Producción
La película es el primer largometraje del director Aritz Moreno. El guion, una adaptación de la novela Ventajas de viajar en tren de Antonio Orejudo, fue escrito por Javier Gullón, con ciertas modificaciones para adaptar la novela a las exigencias del medio cinematográfico. El filme fue grabado entre Madrid, Guipúzcoa y París.
Está producida por Señor y Señora y Morena Films y cuenta con la participación de EITB, RTVE y Movistar +.

## Lanzamiento
Calificación por edades
La película fue calificada como No recomendada para menores de 18.
Estreno
Ventajas de viajar en tren fue estrenada en cines el 8 de noviembre de 2019, pero su primera proyección fue en Festival Internacional de cine de Sitges el 5 de octubre de 2019.

## Recepción
La película fue bien recibida en festivales especializados en cine de terror como Sitges y en festivales más genéricos como el Festival de Cine Internacional de Almería.
También ha recibido buenas reseñas por parte de la crítica especializada. Así, la revista web, FILMHISTORIA, dijo que “apetece mucho concederle un segundo visionado”. Fotogramas destacó la libertad de cada una de las historias que concurren durante la película si bien señaló que “la sobrecarga de elementos puede terminar agotando”. Por su parte, Javier Ocaña de El País, destacó el valor de Moreno de adaptar una obra de Antonio Orejudo, destacando “un enorme gusto fotográfico y de composición” por parte del director donostiarra.

## Premios
Premios Feroz
| Categoría             | Persona       | Resultado |
| --------------------- | ------------- | --------- |
| Mejor dirección       | Artiz Moreno  | Nominado  |
| Mejor guion           | Javier Gullón | Nominado  |
| Mejor cartel          |               | Nominado  |
| Mejor comedia         |               | Ganadora  |
| Mejor música original |               | Nominado  |

64.ª edición de los Premios Sant Jordi
| Categoría         | Resultado |
| ----------------- | --------- |
| Mejor ópera prima | Ganadora  |

Premios Goya 2020
| Categoría                 | Persona      | Resultado |
| ------------------------- | ------------ | --------- |
| Mejor dirección novel     | Aritz Moreno | Nominado  |
| Mejor guion adaptado      |              | Nominado  |
| Mejor maquillaje          |              | Nominado  |
| Mejor dirección artística |              | Nominado  |

Premios José María Forqué
| Categoría    | Persona      | Resultado |
| ------------ | ------------ | --------- |
| Mejor Actriz | Pilar Castro | Nominado  |

Premios Platino
| Categoría         | Resultado |
| ----------------- | --------- |
| Mejor ópera prima | Nominado  |